# Afromen (economie)
Afromen is het optimaliseren van de prijszetting en lanceringscyclus om de winst te maximaliseren. Dit proces beïnvloedt de traditionele prijsvorming. 
Een product wordt tegen een hogere prijs gelanceerd, waardoor wie het product snel wil hebben ("early adaptors") meer zal betalen. Gaandeweg wordt de prijs verlaagd, al dan niet met het beperken van (niet kritische) functionaliteit, om de rest van de markt te bedienen. De verkoper doet zo aan winstmaximalisatie.
Vaak gaat het afromen van de markt hand in hand met productdifferentiatie. De verkoper zal het topmodel aan hoge prijzen lanceren en pas later beperkte of aangepaste modellen op de markt brengen tegen lagere prijzen.